# Lokotraktor

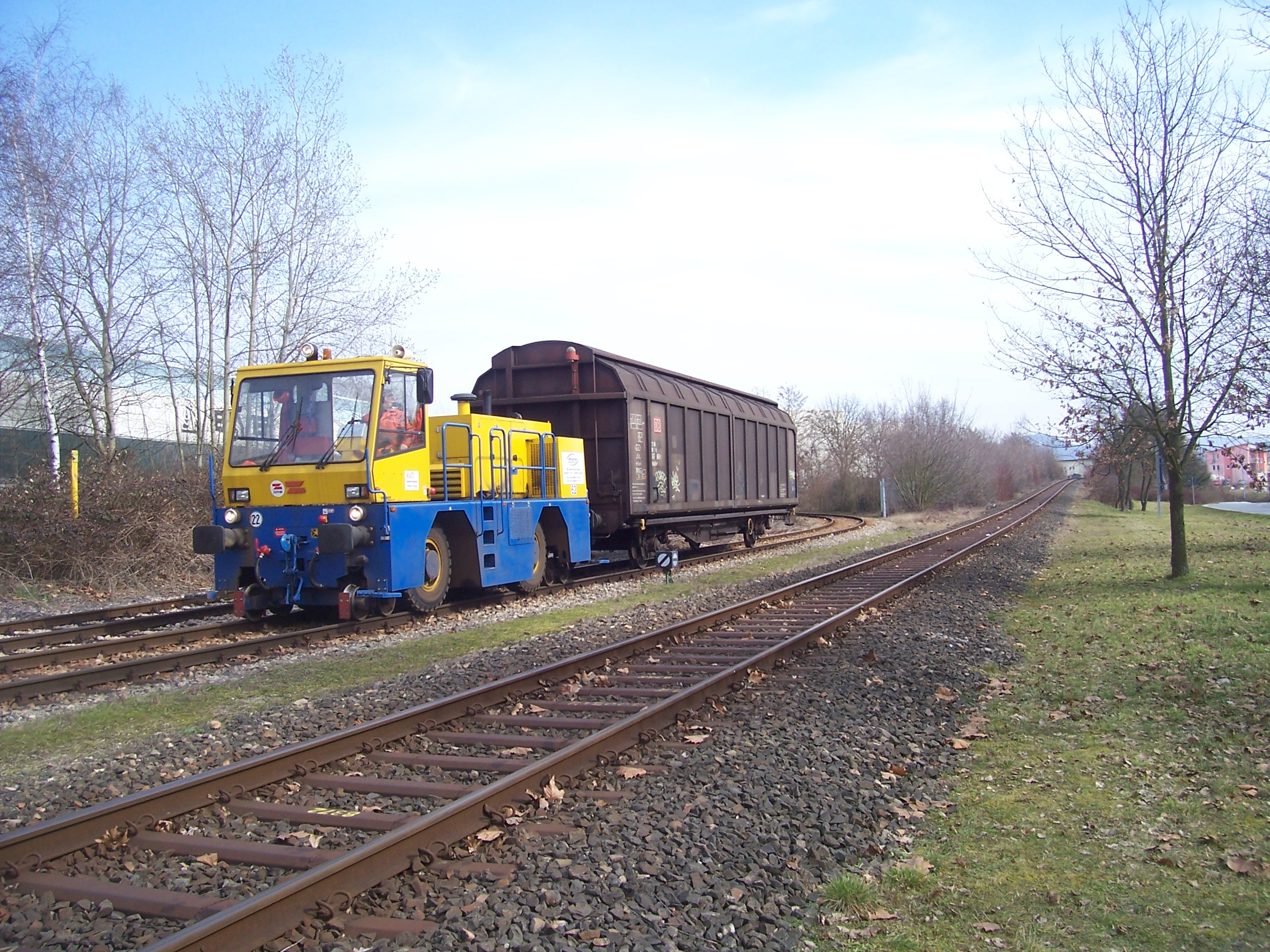
Lokotraktor des Herstellers ZEPHIR mit Güterwagen

Bei einem Lokotraktor handelt es sich um eine spezielle Bauform eines Zweiwegefahrzeugs für Rangiertätigkeiten.

## Hersteller
Führender Hersteller in diesem Bereich ist das italienische Unternehmen Zephir S.p.A.

## Bauarten
Neben dieselbetriebenen Lokotraktoren wurden in den letzten Jahren zunehmend auch elektrisch angetriebene Modelle gefertigt, die über Akkus mit Strom versorgt werden.
Es sind neben Standardbauweisen zudem Allradfahrzeuge, Fahrzeuge für zwei Spurweiten oder Fahrzeuge mit Spezialaufbauten verfügbar.
Eine Fernsteuerung ist ebenfalls möglich.

## Einsatz
Lokotraktoren kommen in Deutschland beispielsweise bei der Neusser Eisenbahn, aber auch bei DB Regio zum Einsatz. Auch die DB Bahnbau Gruppe GmbH hat vier Fahrzeuge im Einsatz (DB Stand: 14. September 2022).